# Resident Evil 3: Nemesis
Vous lisez un « bon article » labellisé en 2010.
Cet article concerne la version originale de Resident Evil 3. Pour le remake sorti en 2020, voir Resident Evil 3 (jeu vidéo, 2020).
Resident Evil 3: Nemesis, sorti au Japon sous le nom Biohazard 3: Last Escape (バイオハザード3　ラストエスケープ, Baiohazādo surī rasuto esukēpu), est un jeu vidéo de type survival horror développé et édité par Capcom. Il est distribué dès fin 1999 sur PlayStation. Il est ensuite porté sur Windows et Dreamcast courant 2000, puis sur GameCube en 2003.
Le jeu marque une évolution dans la série avec une mise en avant du côté action. Il se déroule au même moment que Resident Evil 2 et met en scène un membre des STARS contre la société pharmaceutique Umbrella, et plus particulièrement contre l'une des armes biologiquement modifiées les plus redoutables de la série : Nemesis.
Le jeu reçoit un accueil critique positif et se vend à environ 3,5 millions d'unités sur PlayStation.
Un remake intitulé Resident Evil 3 est sorti en 2020 sur Microsoft Windows, PlayStation 4 et Xbox One. Ce remake est disponible sur Nintendo Switch depuis le 18 novembre 2022.

## Trame

### Scénario
Deux mois se sont écoulés depuis l'incident du manoir. Jill Valentine, membre des STARS et rescapée du manoir, est restée à Raccoon City pour enquêter sur un laboratoire secret d'Umbrella. Elle tente d'échapper à la ville infestée par le virus-T, 24 heures avant les événements de Resident Evil 2.
Le 28 septembre, Jill part arpenter les rues infestées de morts-vivants dans l'espoir de trouver une échappatoire. Dans son périple plutôt laborieux, elle tombe nez à nez avec Brad Vickers, un membre des STARS, et le sauve d'une attaque de zombies. Hélas, il est tout de même mordu. Ce dernier la prévient que quelque chose est venue pour éliminer les STARS et qu'il n'y a pas d'issue possible. Il part aussitôt sans donner plus de détails à Jill, la laissant avec ses interrogations.
Jill se dirige alors vers le poste de police (celui des événements de Resident Evil 2). Devant l'entrée, elle croise Brad, grièvement blessé, qui est rattrapé par une grande créature, le Nemesis. Ce dernier est un être génétiquement modifié créé par la société biochimique Umbrella dans le but de tuer les agents spéciaux de la police de Raccoon City. Jill se réfugie dans le commissariat et se fraye un chemin jusqu'au bureau des STARS d'où elle entend une transmission radio d'un certain Carlos. Puis elle recroise Nemesis dans les locaux, armé d'un lance-roquettes et répétant sans cesse, comme obsédé, le nom du groupe d'élite de la police.
Sortie du commissariat, elle finit par se retrouver dans un café-restaurant. Là, elle fait la connaissance du mercenaire Carlos Oliveira qui travaille pour la société pharmaceutique Umbrella. Jill, au premier abord, ne lui fait pas confiance, puisque Carlos travaille pour l'entreprise responsable de la catastrophe. Mais après l'avoir aidé à survivre lors d'une nouvelle rencontre avec le Nemesis, elle change d'avis. Carlos lui apprend l'existence d'une voie d'évacuation mise en place pour les imprévus, notamment au cas où leur mission échouerait ; un hélicoptère les attend en effet près d'une immense bâtisse à l'apparence gothique flanquée d'une tour d'horloge. Carlos, le sergent Nicholai Ginovaef et le lieutenant Mikhail Victor (blessé) envisagent d'utiliser un tramway pour atteindre la tour plutôt que les routes dangereuses de la ville.
Jill et Carlos se lient d'amitié et s'entraident dans la suite du scénario. Nemesis barre plus que jamais la route des mercenaires tout au long de leur périple, et la ville finit par être la cible d'un missile nucléaire sur l'ordre d'un haut responsable américain.

### Personnages
Le personnage principal de Resident Evil 3 se nomme Jill Valentine, déjà jouable dans le premier épisode de la série. Elle apparaît dans le premier opus au sein d'un groupe d'intervention de la police appelé STARS et envoyé en mission à la rescousse d'une autre équipe portée disparue dans les montagnes d'Arklay.
Le jeu met en scène d'autres personnages issus d'une branche armée d'Umbrella nommée l'UBCS. (Umbrella Biohazard Countermeasure Service) : Carlos Oliveira, Mikhail Victor, Tyrell Patrick, Murphy Seeker et Nicholai Ginovaef. L'UBCS est une force de secours composée principalement de criminels de guerre ou de soldats en exil. Ils ont pour mission de récolter des données sur les monstres créés par Umbrella, voire de faire disparaître les preuves de l'implication de la société pharmaceutique dans la catastrophe de Raccoon City.
Brad Vickers, autre membre des STARS et rescapé du premier opus, apparaît un court moment.

### Bestiaire
Ennemis de base de la série, les zombies apparaissent cette fois-ci en grand nombre. Contrairement à Resident Evil 1 et 2 qui se déroulent dans des lieux souvent fermés (comme le manoir ou le commissariat de police), Resident Evil 3 se passe lui dans les rues de la ville infectée. Les chiens et les corbeaux sont également toujours présents ; ils ne sont pas réellement dangereux mais peuvent poser problème quand le personnage est à l'agonie. Les Araignées géantes sont de retour. Des nouveaux monstres sont des Sliding Worm des vers de terre géants.
Des ennemis un peu plus forts apparaissent également, tel le Drain Deimos, une créature qui se déplace sur les murs. Ce monstre a muté accidentellement en ingurgitant des animaux infestés. Une variante existe aussi, le Brain Sucker, qui a la particularité de pondre des œufs pour engendrer des petits. Autre monstre répugnant, le Chasseur fait son retour sous ses deux formes : le Hunter Beta et le Hunter Gamma.
Des armes bio-organiques existent aussi dans la série, notamment une nouvelle nommée Nemesis qui a pour ordre d'éliminer tous les membres des STARS. Ennemi très important, le nom de cette créature redoutable est incorporé au titre occidental du jeu. De même que pour le tyran Mister X dans Resident Evil 2 (scénario du côté de Claire Redfield), le joueur ne peut que l'assommer au prix de longs combats. Contrairement aux zombies et boss habituels, Nemesis court, ouvre les portes, peut s'exprimer en disant "Stars", utilise des armes (comme le lance-roquettes), et est en même temps un mercenaire. Jusqu'à la fin, le joueur n'a d'autre choix que de fuir face à ce monstre imbattable.
Parmi les boss autres que Nemesis figurent également deux vers géants (nommés Grave Digger).

## Système de jeu

### Généralités
Le joueur contrôle Jill Valentine qui doit survivre dans une ville de Raccoon City en proie aux zombies. Elle est également poursuivie par Nemesis, une créature dont la mission est d'éliminer tous les membres du STARS. Ce personnage monstrueux est primordial dans le jeu : il lui donne son ambiance si particulière, bien plus oppressante que les autres Resident Evil. Il est rapide, très puissant et très résistant. La plupart du temps, la seule solution face à lui est la fuite, mais il ne se laisse pas distancer facilement, allant même jusqu'à ouvrir les portes pour poursuivre le joueur d'écran en écran. Le but principal du jeu, hormis rester en vie, est de fuir la ville. Contrairement à l'opus précédent qui tenait sur deux CD, chacun donnant accès à un personnage jouable dès le début, tout le scénario est ici axé essentiellement autour de Jill Valentine. Carlos Oliveira est toutefois jouable à certains moments clés.
Le système de jeu est identique à ceux de Resident Evil et Resident Evil 2 agrémenté de quelques nouveautés.
Le joueur a le choix entre deux types de contrôles habituels dans la série. Dans le premier cas, il faut appuyer sur gauche/droite pour faire pivoter le personnage, et haut/bas pour avancer et reculer, cela quel que soit le plan fixe auquel le joueur peut faire face. Le second type de contrôle permet au personnage d'aller dans la même direction que la croix directionnelle, ce qui signifie une adaptation constante au plan tridimensionnel proposé par le jeu. Ces systèmes ne permettant pas de reculer rapidement, Capcom a ajouté la possibilité de faire un demi-tour rapide à 180° pour la première fois dans un opus de la série.
Le personnage peut également courir, se débattre, se déplacer sur plusieurs niveaux. Les déplacements se font sur des décors fixes (caméra fixe), et les changements de pièces marquent une transition durant laquelle une scène montre l'ouverture de porte. Certains escaliers, qui auparavant fonctionnaient comme un changement de pièce, sont maintenant accessibles sans passer par une scène de transition.
Le changement de l'armement et l'utilisation d'objets se font via le menu. Le personnage peut emporter avec lui jusqu'à dix objets parmi lesquels des armes et de quoi se soigner. Il est possible d'utiliser des coffres pour stocker l'équipement que le joueur ne peut garder sur lui. Parmi les objets récurrents de la série figurent toujours les herbes soignantes qui, combinées entre elles, peuvent décupler leurs effets ou le spray qui restaure toute la barre de vie. La possibilité de créer différents types de munitions est apparue dans cet épisode en mélangeant des poudres.
La sauvegarde s'effectue grâce à des rubans encreurs sur des machines à écrire (souvent dans la même pièce que les coffres). Les rubans encreurs sont en quantité limitée (ou illimitée en mode facile).
Un des intérêts du jeu réside en l'ensemble des énigmes que le joueur est contraint de résoudre : par exemple, trouver divers objets qui, combinés entre eux, peuvent ouvrir une porte ou bien déplacer des éléments du décor afin d'obtenir d'autres objets ou des munitions, etc..

### Décision en pleine action
Les séquences dites de « décision en pleine action » interviennent dans certaines situations périlleuses. Au cours d'une partie, l'écran devient blanc et le joueur entre en mode de sélection en temps réel. Ce mode lui demande de choisir entre deux actions possibles, dans un temps limité. Aucune option ne peut amener à la mort de Jill, mais si aucune décision n'est sélectionnée dans le temps imparti, cette dernière peut subir des dommages ou être forcée de combattre un ennemi (la plupart du temps impliquant Nemesis). Certains choix permettent de stopper Nemesis, bien que la plupart du temps il se relève et continue à violemment poursuivre le joueur. Pendant son évanouissement temporaire, le joueur peut ramasser des pièces pour créer de nouvelles armes ou des articles sur lui. Par exemple, lorsque Jill s'est réfugiée dans une cuisine et que Nemesis fait son apparition, le joueur peut choisir d'allumer le gaz et de faire sauter la pièce. Par conséquent, Nemesis sera frappé d'incapacité. Il peut arriver, cependant, qu'en ne choisissant aucune action, le joueur puisse être dans de meilleures conditions que celles qui auraient résulté de l'une des deux options.

### The Mercenaries: Operation Mad Jackal
Finir le jeu débloque le mini-jeu « The Mercenaries: Operation Mad Jackal » dans lequel le joueur doit effectuer un parcours le plus rapidement possible, au cours duquel tuer des monstres lui fait gagner du temps et sauver des vies lui donne des munitions.
Le joueur peut choisir entre trois personnages, Carlos, Nicholai et Mikhail, chacun d'eux ayant un inventaire différent :
- Carlos : un M4 modifié (fusil d'assaut), un EAGLE 6.0 (pistolet), des munitions et trois mélanges d'herbes ;
- Nicholai : un SIG Pro (pistolet), un couteau, une herbe bleue et trois sprays ;
- Mikhail : un Benelli M3S (fusil à pompe), un M629C (magnum), un lance-roquettes, des munitions de fusil et de magnum et un mélange d'herbes.

L'argent accumulé dans The Mercenaries peut être dépensé pour acheter des bonus tels que la possibilité de recommencer le jeu avec une Gatling aux munitions illimitées.

## Développement

### Déroulement
Pendant la majeure partie du temps de développement, le jeu s'intitulait Biohazard 1.9, étant prévu pour être un hors série. Cependant, trois mois avant la version finale, le nom a été changé pour Biohazard 3. Beaucoup de pression se polarisait sur le choix du titre final, le problème se posant d'autant plus que le jeu n'était pas le seul de la série en développement. En effet, Resident Evil: Code Veronica, dont les premières images circulaient déjà, était également en cours de réalisation sur Dreamcast, la première console de sixième génération. Mikami s'explique : 

« Au début de Biohazard 3, on a parlé trois jours avec Okamoto. Il voulait un truc « indie » (indépendant), mais je savais qu'il s'agissait d'une série à succès. Je lui disais qu'il fallait faire quelque chose qui parlerait à des millions de personnes. J'avais préparé ma lettre de démission si on ne me laissait pas faire. »

 Finalement, Capcom décide de faire du jeu le troisième épisode de la série pour la simple raison qu'il s'est largement écarté de Resident Evil 2 au niveau du scénario, et aussi par souci de cohérence concernant les titres édités sur PlayStation (Resident Evil et Resident Evil 2 ayant été publiés sur cette plate-forme).
Contrairement à la majorité des scripts au début de la série, le scénario de Resident Evil 3 n'a pas été écrit par la société Flagship, mais par Yasuhisa Kawamura, employé interne de Capcom. Néanmoins, l'histoire a tout de même été relue et approuvée par Flagship pour éviter les anachronismes avec les précédents jeux, ce qui a d'ailleurs occasionné des réunions mensuelles entre tous les réalisateurs, producteurs, et planificateurs de travail de la série.

Logo de la société pharmaceutique Umbrella.

Principaux membres de l'équipe de développement
- Shinji Mikami : producteur, concepteur
- Kazuhiro Aoyama : directeur
- Yasuhisa Kawamura : scénariste
- Yoshiki Okamoto : superviseur (Flagship)
- Masami Ueda, Saori Maeda : composition musicale
- Miho Hamano, Hiroshi Shibata : création des décors

### Mise en scène de l'horreur
Si l'horreur repose en premier lieu sur les monstres et les boss, le principal enjeu du survival horror réside dans sa mise en scène, qui doit conserver son intensité malgré l'interaction. Resident Evil 3 reste dans ce but relativement proche du cinéma d'horreur en contraignant l'expérience de jeu pour développer la narration, principalement grâce à l'alternance entre cinématiques et phases de jeu qui impose le rythme. Pour T. Krzywinska, l'horreur naît surtout de la perte de contrôle du joueur sur l'histoire : en effet, la structure sous-jacente ne peut être modifiée (même si certains choix agissent sur le scénario) et le danger est donc inévitable. La soumission au système (ambiance sonore, linéarité, répétitivité, cinématiques) fait finalement naître le suspense et l'anxiété ; d'ailleurs, dans le jeu même, les actions de Jill sont orchestrées par Umbrella Corp, accentuant l'idée de déterminisme implaccable.
La proximité avec le cinéma d'horreur (notamment les films de Romero) se retrouve également dans l'iconographie caractéristique du genre et dans un manichéisme exacerbé. Le dualisme bien/mal renvoie d'ailleurs à la perte de contrôle du joueur, étant proche du concept de « moralité occulte » défini par Peter Brooks — une sorte de force morale supérieure — de par son caractère imposé.
Le choix de la vue est important pour l'ambiance ; Resident Evil 3 adopte une vue à la troisième personne qui permet, par la contrainte des angles de caméra et des images fixes, de susciter un sentiment d'enfermement. Pourtant, à la différence d'une vue à la première personne, l'immersion et le rapport à l'horreur restent moins forts, le danger moins prégnant, créant de fait une certaine dissonance entre le ressenti du joueur et de son personnage.

## Bande son
La bande son a été composée par Masami Ueda et Saori Maeda. Elle a été distribuée sur un album, le Resident Evil 3: Nemesis Original Soundtrack (connu au Japon sous le nom Biohazard 3 Last Escape Original Soundtrack).

## Accueil

### Critiques
Les critiques s'accordent à dire que ce troisième épisode se pose dans la continuité des précédents tout en apportant des améliorations sensibles dans tous les domaines. James Mielke de GameSpot affirme que, contrairement à d'autres séries, la saga Resident Evil continue d'être peaufinée. Le site Jeuxvideo.com conclut son test par « plus novateur que l'était RE 2, ce nouvel épisode reprend tous les ingrédients du succès de la série pour un nouvel épisode tout aussi effrayant et palpitant ». Le système de jeu est hérité des anciens épisodes avec quelques améliorations, notamment la possibilité de se retourner rapidement et de pouvoir emprunter des escaliers sans passer par une scène de transition. Les énigmes du jeu sont quant à elles beaucoup plus simples et Nemesis apporte une autre dimension au genre survival horror,,. Seul un certain manque de nouveautés dans les phases d'action et le gameplay est relevé par Berens et Howard. À ce propos, Marcus regrette que l'action ait pris le pas sur l'exploration et la résolution d'énigmes, à l'inverse du premier épisode.
Côté graphisme et animation, « RE 3 est le plus abouti des trois » d'après James Mielke, et les environnements 3D ont fait un réel bond en avant. Les temps de chargement sont également plus rapides,. Doug Perry d'IGN précise que le jeu « est le plus dur et le plus beau », même s'il « pense que RE 2 reste le meilleur ». Il résume son avis par cette citation : « plus de zombies égal plus de bien », illustrant son propos par l'épisode dans la ville de Raccoon City qui est le plus généreux en monstres infectés de la série.
Côté scénario, les critiques regrettent de manière générale que Capcom n'ait pas opté pour deux personnages jouables, ce qui permettait de vivre l'histoire de deux façons différentes,,.
Un rédacteur de Jeuxvideo.com précise que « le manque d'histoire parallèle et de double scénario manquera peut-être aux amateurs de la série ». Cette absence se ressent de plus dans la durée de vie, un peu courte, notamment en regard des précédents opus.
Le rédacteur de IGN souligne enfin que malgré les améliorations apportées, le jeu souffre encore des problèmes récurrents de la série. Les temps de chargement sont ainsi toujours aussi présents, les mouvements du personnage principal sont toujours aussi limités, la quantité phénoménale d'aller-retour à effectuer est toujours exaspérante, et la logique de puzzle est parfois complètement ridicule. Ces arguments sont repris par Gamekult dans leur test du portage sur Dreamcast.

### Ventes
Au Japon, le jeu s'est vendu à 1,4 million d'exemplaires sur PlayStation, le plaçant 3e meilleure vente de jeux vidéo du pays dans l'année 1999. D'après les chiffres de vente par titre individuel de Capcom, Resident Evil 3 se serait écoulé à 3,5 millions de copies sur PlayStation. Le portage sur GameCube s'est lui vendu à 9 000 exemplaires au Japon.

## Postérité
La configuration minimum requise du jeu sur PC nécessite une carte graphique 3D direct 6.1.
Le portage Windows apporte la possibilité de changer la résolution et de personnaliser des touches pour le contrôle avec le clavier, mais rien de plus. Certaines critiques ont même noté que le jeu paraît saccadé : « Cependant, on sent le moteur bien faiblard et à peine transcrit pour nos ordinateurs. Les polices et certains décors sont vraiment baveux », déclare un rédacteur de Jeuxvideo.com.
Les autres portages, que ce soit sur Dreamcast ou GameCube, n'apportent rien de nouveau non plus. Ils conservent les graphismes de PlayStation et se retrouvent de plus en concurrence avec la suite forcément plus aboutie graphiquement : Code Veronica,. Ainsi, Gamekult note le jeu 6/10 dans sa version Dreamcast. Le rédacteur précise que ce dernier « souffre des reproches inhérents à la saga des Resident Evil » : le personnage est trop raide dans ses déplacements, les niveaux doivent être traversés dans tous les sens et les sauvegardes sont trop espacées et trop limitées. Il précise qu'en plus, il faut éviter de sauvegarder pour avoir un bon score à la fin du jeu. Ces portages sont tous réalisés par l'entité Capcom Production Studio 3.
Un remake intitulé Resident Evil 3 est sorti en 2020 sur Microsoft Windows, PlayStation 4 et Xbox One.